# La Conviction de ma fille
La Conviction de ma fille ou Qui a tué McBride? au Québec (The Perfect Suspect) est un téléfilm canadien réalisé par David Winkler et diffusé aux États-Unis le 19 novembre 2006 sur Lifetime.

## Synopsis
Joanne, une jeune étudiante new-yorkaise, profite des vacances universitaires pour renouer des liens avec sa mère, Maureen, qui vit à Seattle. À son arrivée, elle découvre le cadavre de son beau-père, Jack McBride, grand journaliste spécialisé dans les crimes. Sa mère est retrouvée non loin de là, ivre morte, un pistolet près d'elle. Elle est aussitôt arrêtée pour meurtre. Convaincue de son innocence, Joanne va mener sa propre enquête pour découvrir le véritable assassin. S'ensuivent alors de nombreux flashback tout au long de l'enquête.

## Fiche technique
- Titre diffusion télé : A Daughter's Conviction
- Titre original : The Perfect Suspect
- Réalisation : David Winkler
- Scénario : Becca Doten, Mark Doten, Luanne Ensle, Mac Hampton
- Société de production : Insight Film Studios
- Durée : 85 minutes
- Pays : Canada

## Distribution
- Brooke Nevin : Jo Hansen
- Kate Jackson : Maureen Hansen
- Keegan Connor Tracy : Erin
- John Furey : Inspecteur Gibson
- Sean Rogerson : Sam Lee
- Reg Tupper : Fletcher Mathews
- John Tench : Curry
- Andrew McIlroy : Haggerty
- David Berner : Martin Leitner
- Steve Francis : Jack McBride
- Julius Chapple : Inspecteur Mackay
- Tyler McClendon : Officier Morris
- Ty Olsson : Barman
- Andre Benjamin : Chauffeur de taxi
- Aura Benwick : Mère d'Erin
- Mark Docherty : Journaliste #1
- Val Cole : Journaliste #2
- Erica Bernard : Marybeth
- Doug Abrahams : Tom Carver